# Botânica indígena
A Botânica indígena é um conhecimento da etnobotânica de como os indígenas nomeavam e classificavam os vegetais.

## No Brasil
A etnobotânica estudou a maneira como os indígenas brasileiros nomeavam e classificavam os vegetais. O conhecimento botânico dos índios vai desde a nomeação até os usos culinários e medicinais. Constitui-se um acervo etnocientífico presente na cultura brasileira.

### Classificação
Barbosa Rodrigues (1842-1909) estudou a relação entre os índios brasileiros e os vegetais. Segundo ele os índios brasileiros "pelo fruto de suas observações, seguiam e seguem um método sintético na classificação das plantas". Designam as espécies por nomes tirados dos caracteres das folhas, das flores, dos frutos, ou de propriedades como o cheiro, o sabor, a dureza, a duração, a cor, o emprego, etc".
Esses estudos usaram nomes do tupi. A planta mais típica designa o gênero. Depois das seções, formavam grupos que dividem em ybá (madeiras de lei), ibirá ou muyrá (paus), kaa (ervas) e icipós ou cipós (trepadeiras).

### Critérios
Barbosa Rodrigues apresenta os seguintes critérios: pela forma (10 termos), pela cor (10), consistência e contextura (13), gosto (5), tamanho (3), direção (3), cheiro (4) e propriedade (2).Segundo esses princípios agrupavam os vegetais.

## Nomenclatura
Para designar um grupo os usuários do tupi usavam a palavra tyba. Os componentes da planta recebiam nomes específicos: Raiz (Sapó), tronco (upi), folha (ob), flor (iboty), galho (takang), fruto (uá, îuá, ybá), semente (ayin), espinho (îu). Exemplo apresentado por Barbosa:
Grupo Aratiku = Anonaceae
(Ara, arara, tiku, massa, comida de arara.)
Gênero Aratiku ponhé (rasteiro) = Anona marcgravii Mart.
Gênero Aratiku pauá (de rio) = Anona palustris L.

## Nomenclatura botânica dos bororos
Tekla Hartmann estudou a etnobotânica dos índios bororos. Segundo HARTMANN: a) habitat diferencial (6 exemplos); b) características do tronco (3); c) tamanho diferencial das espécies (2); d) características arbórea ou arbustiva (5); e) cor de flores ou frutos (6); f) semelhança em geral indicada pelo sufixo réu (2); e g) tamanho diferencial das folhas (3 exemplos). Eram os critérios usados para a classificação.